# Lake McConaughy
Der Lake McConaughy (auch bekannt als Kingsley Reservoir) ist ein Stausee im Keith County im US-Bundesstaat Nebraska. Er wird durch eine Talsperre des North Platte River aufgestaut.

## Lage
Der Lake McConaughy liegt einige km nördlich von Ogallala, dem County Seat des Keith County. Er erstreckt sich vorwiegend in West-Ost-Richtung. Der U.S. Highway 26 verläuft in einigem Abstand südlich des Sees, der State Highway NE 92 führt an seinem Nordufer entlang. An dieser Straße liegen wenige kleinere Siedlungen, während das Südufer des Sees überwiegend unbebaut ist. Stromaufwärts des Sees liegt das Dorf Lewellen. Östlich der Staumauer liegt der Ogallala Lake, weiter stromabwärts die gemeindefreie Ortschaft Keystone.

## Geschichte
1941 wurde der Kingsley Dam gebaut, um den See aufzustauen. Charles W. McConaughy, nach dem der See benannt ist, war Getreidehändler und Bürgermeister von Holdrege, Nebraska und einer der führenden Förderer des Projekts. Der Staudamm wurde nach George P. Kingsley benannt, einem Bankier aus Minden, Nebraska, der mit Charles W. McConaughy zusammen das Projekt vorantrieb. Der Stausee wurde für Bewässerungszwecke angelegt. 1984 wurde am Südende des Staudamms ein Wasserkraftwerk in Betrieb genommen.

## Beschreibung
Der See ist 35 km lang und an seiner breitesten Stelle 6,4 km breit. Er hat eine Wasseroberfläche von 144 km² und ist an seiner tiefsten Stelle 43 m tief.
Der Betrieb der Stauanlagen und des Kraftwerks wird von dem Central Nebraska Public Power and Irrigation District durchgeführt, einer Untereinheit des Staates Nebraska, die 1933 errichtet wurde.
Der See und seine Ufer sind ein Erholungsgebiet mit der Bezeichnung Lake McConaughy State Recreation Area. Auf dem See werden Fischen, Sportschifffahrt und Wassersport betrieben, das Ufer steht zum Camping zur Verfügung.